# Josef Věromír Pleva
Josef Věromír Pleva (12. srpna 1899 Moravská Svratka – 7. září 1985 Brno) byl český spisovatel knih pro děti a mládež. Patrně jeho nejznámějším dílem je román Malý Bobeš.

## Život
Josef Věromír Pleva se narodil jako nejstarší z osmi děti 12. srpna 1899 v Moravské Svratce rodičům Josefu Plevovi a Antonii, rozené Zástěrové. Otec, který pocházel ze Skrýšova, pracoval jako úpravčí trati na stavbě železnice ze Žďáru do Havlíčkova Brodu. Pak se stal vechtrem, takže se rodina s osmi dětmi často stěhovala. Josef se nejprve vyučil ve Svratce knihařem a v roce 1915 se stal tovaryšem. Za války práce v oboru nebyla, proto pracoval jako posunovač na dráze. V roce 1917 byl jako osmnáctiletý odveden a poslán do Korutanských Alp na italskou frontu, odkud dezertoval, ale byl chycen a po vězení eskortován zpět. Po první světové válce dělal knihaře v Novém Městě na Moravě i jinde a během roku složil všechny zkoušky, takže se mohl vydat do Čáslavi, kde v roce 1924 vystudoval učitelský ústav. Jako mladý učitel často střídal malé školy po celé Vysočině (Nové Město na Moravě, Křižánky, Bohuňov, Karasín), což mu umožnilo důkladné poznání venkovského života. Pracoval také jako knihvazač v Moravských Budějovicích.
Jeho levicová orientace ho přivedla v roce 1927 do řad komunistů a téhož roku založil skupinu dělnických autorů Slavděl (Skupina literárních a výtvarných dělníků), která byla polemicky zaměřená proti intelektuálně náročné tvorbě skupiny Devětsilu, ale v roce 1930 bez výsledku zanikla. Od téhož roku byl předsedou akademického spolku Horák v Novém Městě.
Od roku 1931 už bydlel v podnájmu v Brně–Masarykově čtvrti, kde v letech 1939–1941 učil na obecné škole smíšené. Jeho učitelství skončilo s těžkou vadou sluchu. Již předtím v letech 1937–1939 pracoval v brněnském rozhlase, kam se po válce vrátil jako ředitel zdejší stanice Československého rozhlasu (1952). Potom působil v celostátním vysílání pro děti a mládež. Pracoval v Syndikátu spisovatelů, v Československém rozhlasovém výboru, ve Filmové radě. Později se funkcí vzdal a působil pouze v Českém literárním fondu a Kruhu přátel dětské knihy.
O Plevovi je jen málo známo, že patřil mezi orodovatele za nespravedlivě uvězněné katolické spisovatele v 50. letech, především za Jana Zahradníčka. Celou dobu normalizace, i když nebyl přímo perzekvován, prožil v ústraní. V roce 1977 však podepsal tzv. Antichartu. V roce 1979 mu byla na rodném domě v Moravské Svratce č. 31 odhalena pamětní deska.
Jeho manželkou byla MUDr. Veronika Plevová (1911–1995). K přátelům patřili např. sochař Vincenc Makovský a karikaturista a kreslíř Rudolf Puchýř, který ilustroval první vydání Malého Bobše.
Tento průkopník nových směrů dětské literatury zemřel 7. září 1985 v Brně a jeho ostatky byly uloženy na evangelickém hřbitově v Novém Městě na Moravě, pod náhrobkem se symbolickou sochou jeho největšího knižního hrdiny.
V roce 1991 po něm byla pojmenována ulice v Brně–Žabovřeskách.

## Tvorba

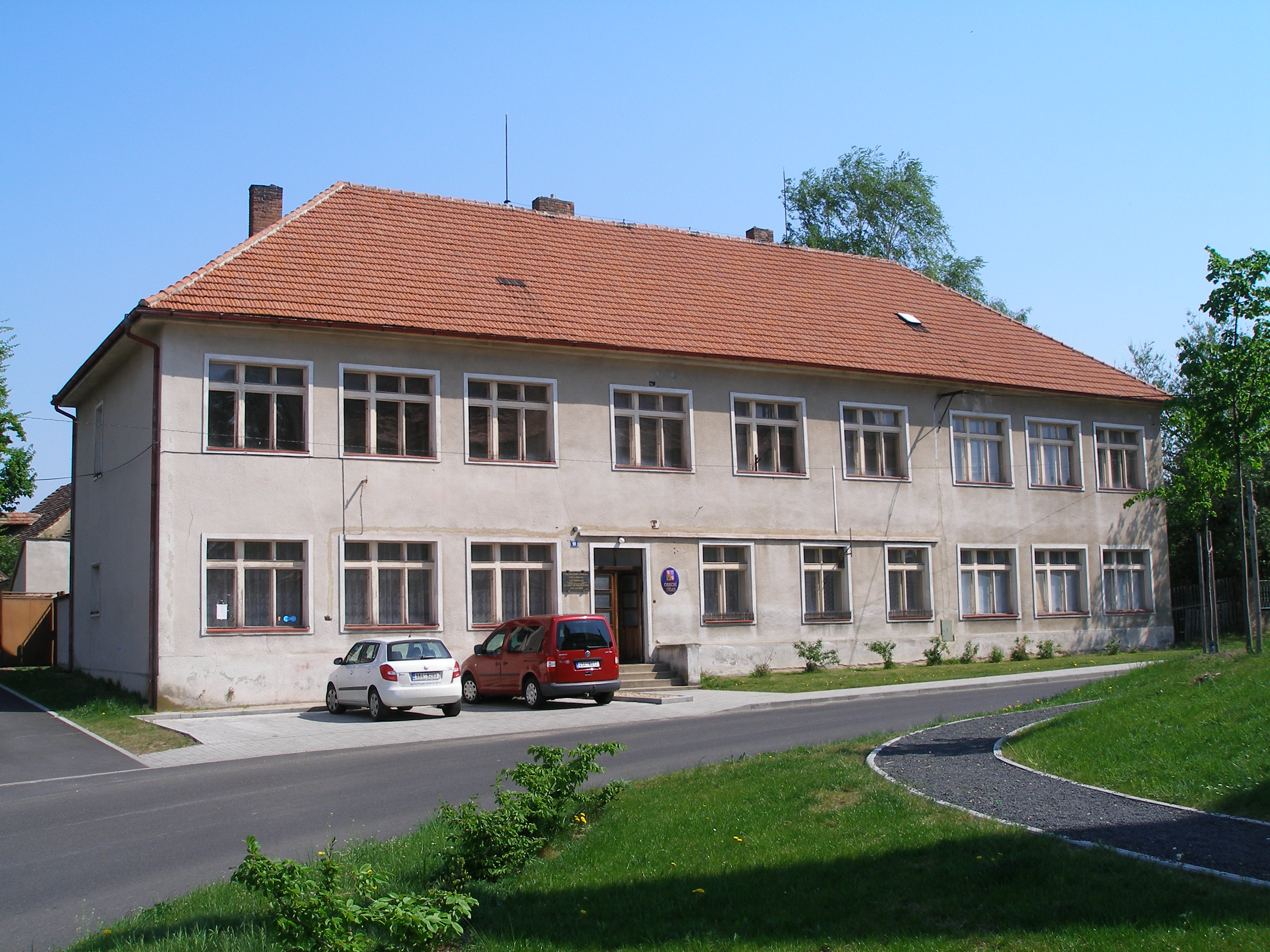
Bývalá škola v Černoučku, kde Pleva napsal svoji knížku „Malý Bobeš “.

Do literatury vstoupil v roce 1931 úspěšnou knihou Malý Bobeš , jejíž verze z roku 1953 byla i zfilmována (1961). Následovali Hoši s dynamitem, Kapka v moři, Budík a další. Mnoha vydání se dočkalo jeho převyprávění Robinsona Crusoa. Věnoval se i adaptaci lidových pohádek. Svůj život bilancoval ve vzpomínkové knížce Dávno tomu, kterou vydal v roce 1970, a další vzpomínky vyšly v roce 1974 s titulem Přátelé.
Pro brněnský Radiojournal napsal řadu rozhlasových relací, zejména o Vysočině (např. Život v horách, Beseda na novoměstských horách).

### Ocenění
- Zasloužilý umělec (1959)
- Řád práce  (1969)
- Řád Vítězného února  (1984)[7]

## Dílo
- Eskorta, 1929
- Malý Bobeš, 1931
- Hoši s dynamitem, 1934
- Kapka vody, 1935
- Náruč maminčina, 1943
- Budulínek, 1946
- Budík, 1948
- Sluníčko, maceška a slunečnice, 1954
- Robinson Crusoe, 1956
- Jediná cesta, 1964
- Dávno tomu, 1970